# Градиентная оптика

Градиентная линза с параболической зависимостью показателя преломления (n) от радиального расстояния (x). Такая линза фокусирует свет не так, как традиционные линзы

Градиентная оптика — раздел оптики, изучающий оптические свойства материалов, показатель преломления которых изменяется в зависимости от координат.
Примером градиентной оптики является мираж лужи на дороге в жаркий день. В действительности лужа это изображение неба на дороге, так как лучи света преломляются (изгибаются) от их нормальной прямолинейной траектории. Это происходит из-за изменения показателя преломления между тёплым и менее плотным воздухом у поверхности дороги и более плотным и холодным воздухом над ней. Колебание температуры (и соответственно плотности) воздуха служит причиной возникновения градиента в показателе преломления воздуха, который увеличивается с высотой. Этот градиентный показатель преломления изгибает лучи света над дорогой на небольшой угол, в результате наблюдатель видит мираж на поверхности дороги.
Это свойство используется в градиентных линзах (гринах (GRIN) — от англ. gradient-index). Эти линзы с радиально уменьшающимся показателем преломления (в параксиальной области по параболическому закону, вне параксиальной области по полиномиальному, то есть парабола переходит в степенной многочлен более высокой степени). Полиномиальное распределение показателя преломления позволяет получить GRIN с лучшим качеством изображения. Пластина, сделанная из такого материала, действует как обычная собирающая линза (установка её проще), но она не обязательно должна иметь такую форму. Грины увеличенной длины, переносящие изображение с входного торца на выходной, носят название selfoc. В России вместо selfoc утвердился термин «градан». Грины обычно используются там, где необходимо установить очень много маленьких линз рядом, в таких устройствах как жёсткий эндоскоп, копировальные устройства и сканеры изображений.
Так, оптоволокно (градиентное волокно) может быть сделано с радиально изменяющимся профилем распределения показателя преломления; при его проектировании очень ослабляется дисперсия света в многомодовом оптоволокне.
Хрусталик глаза — наиболее очевидный пример градиентной оптики в природе. В нём показатель преломления уменьшается радиально. В глазе человека показатель преломления хрусталика варьируется от примерно 1,406 в центральных слоях до 1,386 ближе к краю. Это позволяет глазу получать изображение с хорошим разрешением и низкой аберрацией как на коротких, так и на больших расстояниях.
Одно из самых важных преимуществ градиентных линз при сравнении с классическими линзами заключается в том, что оптические поверхности гринов могут быть плоскими. Этот факт является очень важным при создании связи высокого качества между линзами и, например, оптоволокном. При выпуклых поверхностях сферической формы наличие градиента показателя преломления в линзе (радиального и осевого) эквивалентно действию асферизации поверхности, что позволяет существенно повысить относительное отверстие линзы. При этом при осевом GRIN показатель преломления в вершине поверхности должен быть выше, чем в глубине градиентной зоны. Это приводит к уменьшению показателя преломления на краю световой зоны поверхности, что позволяет уменьшить угол преломления луча и, как следствие, исправить сферическую аберрацию. Аналогичным свойством обладает коррекционный (в отличие от силового, дающего оптическую силу GRIN-среде и имеющий место в граданах) радиальный GRIN, в котором показатель преломления слабо уменьшается от оси к наружной цилиндрической поверхности линзы.
Ионообменная диффузия — самый популярный способ производства стекла с градиентным показателем преломления. Например, образец стекла с ионами {\displaystyle {\ce {Na+}}} может быть опущен в жидкость с находящимися в ней ионами {\displaystyle {\ce {Li+}}}. В результате диффузии, ионы натрия будут частично заменены ионами лития; наиболее сильный обмен произойдёт на границе. Таким образом образец получит структуру градиентного материала и соответственно градиент показателя преломления.